# Eleições para o Senado dos Estados Unidos em 2024
As eleições para o Senado dos Estados Unidos de 2024 estão programadas para 5 de novembro de 2024, como parte das Eleições de 2024 nos Estados Unidos. O pleito tem como finalidade eleger os ocupantes de 34 dos 100 assentos no Senado dos Estados Unidos através de eleições regulares, cujos vencedores cumprirão mandatos de seis anos no 119º Congresso dos Estados Unidos de 3 de janeiro de 2025 a 3 de janeiro de 2031. Os senadores são divididos em três grupos, ou classes, cujos mandatos são escalonados para que uma classe diferente seja eleita a cada dois anos. Os senadores da Classe 1, que foram eleitos mais recentemente em 2018, estiveram aptos a candidatar-se novamente em 2024. Várias outras eleições federais, estaduais e locais, incluindo a eleição presidencial e as eleições para a Câmara dos Representantes, também serão realizadas nesta data.
Em dezembro de 2022, 18 senadores (treze Democratas, quatro Republicanos e um independente) anunciaram planos de concorrer à reeleição. Dois Republicanos, Mike Braun e Ben Sasse, anunciaram a intenção de deixar o Senado, sendo Braun por aposentadoria do cargo e Sasse diante da possibilidade de aceitar o cargo de reitor da Universidade da Flórida. O sucessor interino de Sasse no Senado será nomeado pelo Governador do Nebraska e uma eleição especial ocorrerá simultaneamente às eleições regulares do Senado de 2024 para preencher a vaga até o final do mandato.
O mapa para essas eleições, assim como na eleição anterior da Turma 1 para o Senado em 2018, é considerado pelos analistas eleitorais desfavorável aos democratas, que defenderão 23 das 33 cadeiras da Turma 1. Três democratas nesta classe representam estados vencidos por Donald Trump em 2016 e 2020 (Montana, Ohio e Virgínia Ocidental), enquanto nenhum republicano representa estados vencidos por Joe Biden em 2020. Além disso, democratas e independentes em caucus com democratas estão defendendo cadeiras em seis estados que Biden ganhou por uma margem de um dígito (Wisconsin, Pensilvânia, Nevada, Michigan, Minnesota e Maine), enquanto os republicanos estão defendendo apenas duas cadeiras em estados que Trump ganhou por uma margem de um dígito ( Flórida e Texas ). Além disso, a ex-democrata Kyrsten Sinema, cuja cadeira no Arizona também está concorrendo à eleição, não disse se continuará a caucus com os democratas. Nos dois ciclos eleitorais mais recentes para o Senado que coincidiram com as eleições presidenciais ( 2016 e 2020 ), apenas uma senadora (a republicana Susan Collins do Maine em 2020 ) foi eleita em um estado que foi vencido pelo candidato presidencial do partido oposto.
A democrata Maria Cantwell, com quatro mandatos, foi reeleita em 2018 com 58,3% dos votos. Ela anunciou sua intenção de concorrer a um quinto mandato.
A democrata de dois mandatos Tammy Baldwin foi reeleita em 2018 com 55,4% dos votos. Ela anunciou sua intenção de concorrer a um terceiro mandato.
Bernie Sanders, independente por três mandatos, foi reeleito em 2018 com 67,4% dos votos.
O republicano de dois mandatos John Barrasso foi reeleito em 2018 com 67,0% dos votos.

## Vermont
Os potenciais candidatos democratas incluem o ex- procurador-geral de Vermont, TJ Donovan, e o ex- vice-governador de Vermont, David Zuckerman, um progressista.

## Virgínia
O democrata de dois mandatos Tim Kaine foi reeleito em 2018 com 57,0% dos votos. O governador republicano Glenn Youngkin tem mandato limitado em 2025 e pode concorrer contra Kaine.

## West Virginia
O democrata Joe Manchin, por dois mandatos, foi reeleito em 2018 com 49,6% dos votos. Houve relatos de que Manchin planeja concorrer a um terceiro mandato completo. No entanto, em 5 de outubro de 2022, Manchin disse: "O que faço em 2024 não tem nada a ver com o que faço agora" e está assistindo às eleições de 2022 antes de tomar uma decisão.
O congressista republicano Alex Mooney anunciou que está desafiando Manchin, enquanto o governador Jim Justice e o procurador-geral Patrick Morrisey manifestaram publicamente interesse em entrar na disputa.
Manchin recebeu endosso entre partidos das senadoras Susan Collins (R-ME) e Lisa Murkowski (R-AK).